# Веско
Веско је старо словенско мушко лично име. Води порекло од речи „весеље“, а у Србији је изведено од имена Веселин. У Хрватској је ово име изведено од имена Велимир и много је присутније међу Хрватима него међу Србима и током двадесетог века је било популарно у појединим годинама од педесетих до седамдесетих, нарочито у Дарувару, Сплиту и Дугом Селу. У Словенији је ово изведено име од имена Веселко и у овој земљи је 2007. било на 2.119. месту по популарности.